# Zdislavice (Herálec)

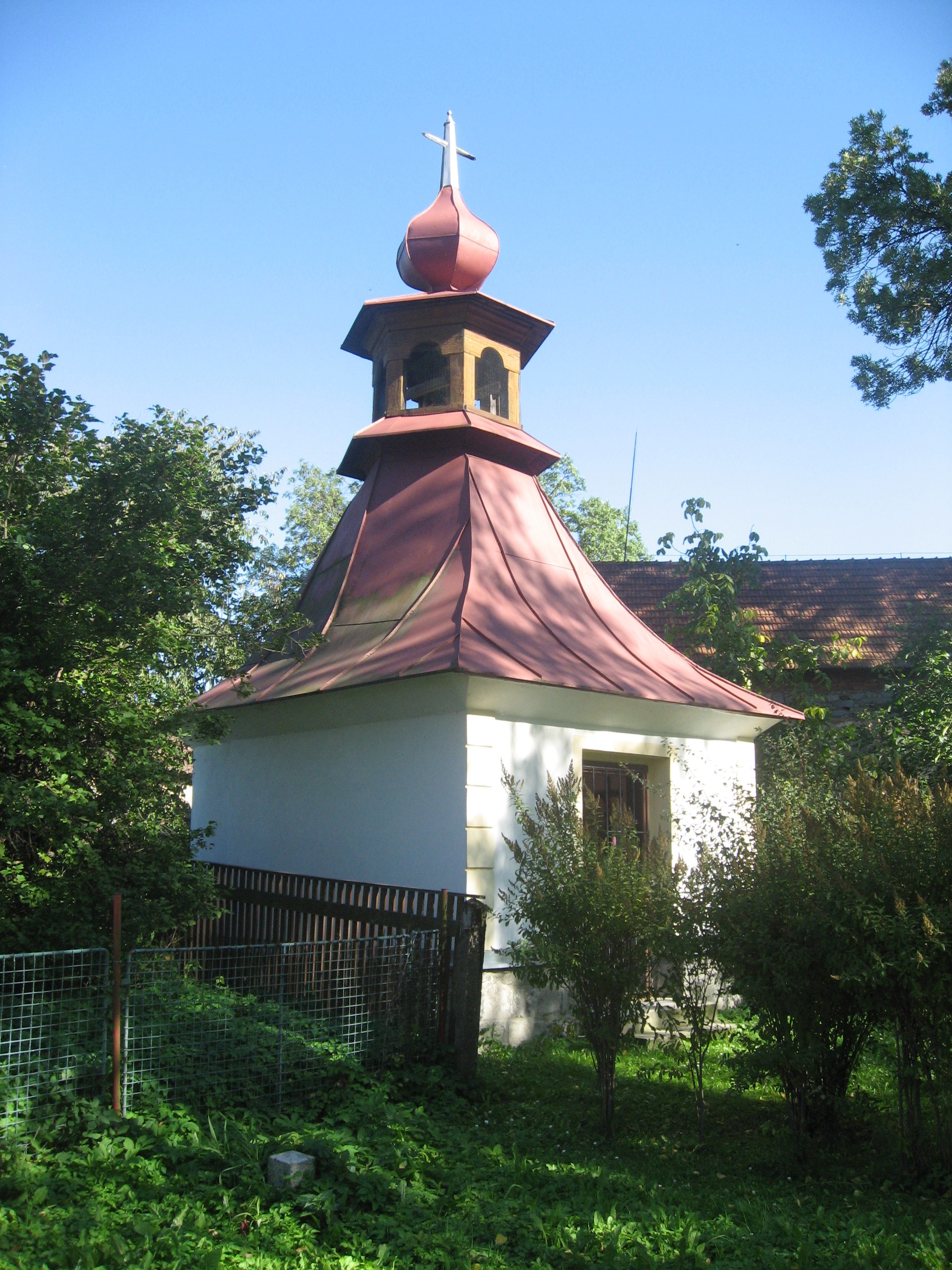
Kapelle

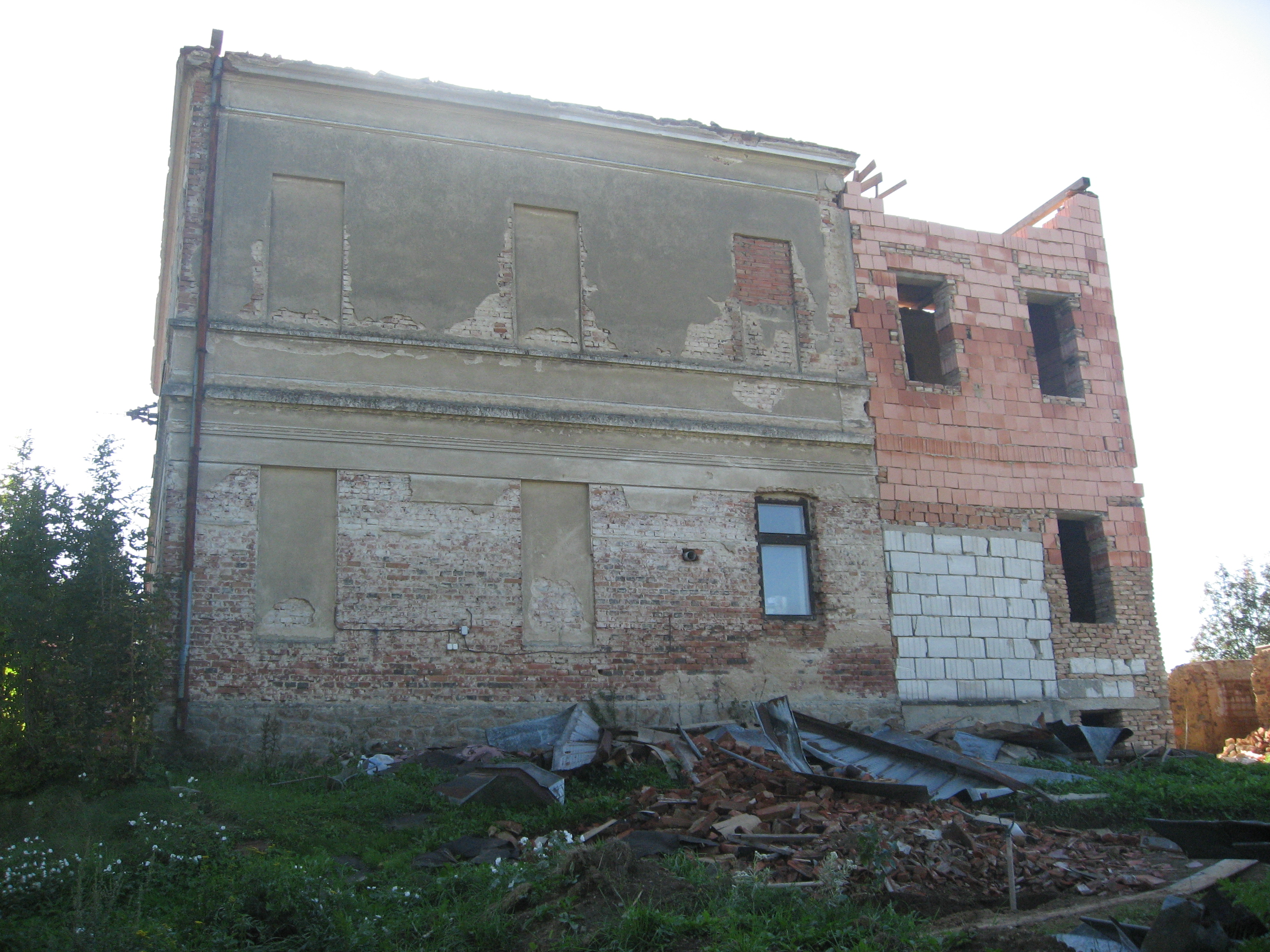
Ehemalige Schule

Zdislavice (deutsch Zdislawitz, auch Sdislawitz) ist ein Ortsteil der Gemeinde Herálec in Tschechien. Er liegt fünf Kilometer östlich des Stadtzentrums von Humpolec und gehört zum Okres Havlíčkův Brod.

## Geographie
Zdislavice befindet sich rechtsseitig über dem Tal des Baches Perlový potok (Skaler Bach) und seines Zuflusses Dubský potok am südlichen Fuße des Worlowkammes in der Křemešnická vrchovina (Křemešník-Bergland). Im Norden erhebt sich der Orlík (Worlow, 678 m n.m.), nordöstlich die Ohrada (595 m n.m.), im Süden der Ve Vršku (598 m n.m.) sowie nordwestlich der Rozkoš (642 m n.m.) mit der Burgruine Orlík. Gegen Norden liegen die Teiche Zdislavický rybník und Kachlička, westlich der Touškov.
Nachbarorte sind Splav, Leština und Myslivna im Norden, Skála, Věž und Boňkov im Nordosten, Dvůr und Satrapa im Osten, Herálec und Rybárna im Südosten, Kamenice und Dubí im Süden, U Šidláků und Plačkov im Südwesten, Vilémov und Rozkoš im Westen sowie Bransoudov, U Kulíků und V Požářích im Nordwesten.

## Geschichte
Zdislavice wurde wahrscheinlich wie die umliegenden Orte im 13. Jahrhundert gegründet. Die erste urkundliche Erwähnung des Dorfes erfolgte im Jahre 1307 als Teil des Gutes Herálec, als Heinrich von Rosenberg dieses beim Prager Bischof Johann IV. von Dražice gegen Sepekov, Radimovice und Čelkovice eintauschte. Im erzbischöflichen Steuerregister von 1379 sind für Zdislavice 10 bewirtschaftete Hufen genannt. Im 15. Jahrhundert wurde das Dorf der Herrschaft Lipnice zugeschlagen. Als Burian III. Trčka von Lípa 1561 die Burg Lipnice an Franz von Thurn und Valsassina verkaufte, wurde Zdislavice von dieser abgetrennt und der Herrschaft Světlá zugeschlagen. Nach der Ermordung von Adam Erdmann Trčka von Lípa konfiszierte Kaiser Ferdinand II. am 29. März 1634 dessen Güter und die seines Vaters Jan Rudolf Trčka von Lípa, deren Schätzwert zusammen bei 4.000.000 Gulden lag; das Konfiskationspatent wurde im Mai 1636 durch den Reichshofrat in Wien bestätigt.
Ferdinand II. ließ die Herrschaft Světlá in landtäflige Güter zerstückeln und verkaufte sie Günstlingen. Den verbliebenen Teil der Herrschaft verkaufte er 1636 seinem Kämmerer und Kriegsrat Don Aldobrandini, der sie dem Sohn des Generals Pappenheim, dem Großprior der Malteser Wolf Adam zu Pappenheim, überließ. Nach dessen Tod erfolgte eine Güterteilung. Die Pappenheimer Erben erhielten das um zahlreiche Dörfer der Herrschaft Světlá, darunter auch Zdislavice mit einer Schenke, erweiterte Gut Okrouhlice und verkauften es 1637 an Philipp Adam zu Solms-Lich. Michael Achatius von Kirchner, der um 1708 die Güter Pollerskirchen, Herálec und Okrouhlice mit Věž erworben hatte, überließ das Gut Okrouhlice noch im selben Jahre dem Johann Peter Straka von Nedabylic und Libčan. Straka verfügte in seinem 1710 niedergelegten Testament die Errichtung der Straka-Stiftung zur Errichtung einer adeligen Ritterakademie für junge verarmte Adelige. In diese flossen neben seinem Gütern Okrauhlitz, Liebtschan und Ober Weckelsdorf, auch ein Barvermögen von 38.542 Gulden ein. Nach dem Erlöschen des Grafengeschlechts Straka von Nedabylic wurden die drei Güter ab 1771 als Graf Straka Gestift verwaltet. Da die Straka-Akademie nicht zustande gekommen war, wurde 1782 auf Anordnung des Kaisers Joseph I. aus dem Ertrag der drei Güter ein jährliches Stipendium für studierende böhmische Jünglinge adeligen Standes in sämtlichen k. k. Erblanden ausgelobt. 1792 wurden die drei Stiftungsgüter unter die Oberverwaltung des böhmisch-ständischen Landesausschusses gestellt. Ab 1793 besuchten die Kinder die neueröffnete Schule in Skala.
Im Jahre 1840 bestand das im Caslauer Kreis gelegene Dorf Zdislawitz aus 30 Häusern, in denen 222 Personen, darunter eine protestantische Familie, lebten. Im Ort gab es ein Wirtshaus. Zu Zdislawitz konskribiert war das einschichtige Dominikalhaus w Pozaharech. Pfarrort war Skala. Bis zur Mitte des 19. Jahrhunderts blieb Zdislawitz der Stiftungsherrschaft Okrauhlitz untertänig.
Nach der Aufhebung der Patrimonialherrschaften bildete Zdislavice ab 1849 einen Ortsteil der Gemeinde Skála im Gerichtsbezirk Humpoletz. Ab 1868 gehörte der Ort zum Bezirk Deutschbrod. 1869 hatte Zdislavice 212 Einwohner und bestand aus 30 Häusern. Zdislavice löste sich 1888 von Skála los und bildete eine eigene Gemeinde. Um die Jahrhundertwende entstand eine Dorfschule. Im Jahre 1900 lebten in Zdislavice 262 Menschen, 1910 waren es 252. Am 1. Juli 1910 wurde das Dorf Teil des neuerrichteten Bezirk Humpoletz. 1930 hatte Zdislavice 205 Einwohner und bestand aus 40 Häusern. Im Zuge der Gebietsreform von 1960 und der Aufhebung des Okres Humpolec wurde die Gemeinde dem Okres Havlíčkův Brod zugeordnet. 1961 wurde Dubí eingemeindet. Am 1. Januar 1976 erfolgte die Eingemeindung nach Herálec. Beim Zensus von 2001 lebten in den 42 Häusern des Dorfes 71 Personen.

## Ortsgliederung
Der Ortsteil Zdislavice besteht aus den Grundsiedlungseinheiten Splav (Splaw) und Zdislavice (Zdislawitz). Zu Zdislavice gehören zudem die Einschichten Myslivna, V Požářích und U Kulíků.
Zdislavice bildet den Katastralbezirk Zdislavice u Herálce.

## Sehenswürdigkeiten
- Kapelle auf dem Dorfplatz
- Erholungsgebiet Kachlička mit Campingplatz und Ferienhauskolonie

## Persönlichkeiten
- Heřman Alferi (1871–1909), der Lehrer war einer der bedeutendsten Förderer des Esperanto in Österreich-Ungarn, an der ehemaligen Schule wurde eine Gedenktafel angebracht.